# Synagoga w Radzyniu Chełmińskim
Synagoga w Radzyniu Chełmińskim – synagoga znajdująca się w Radzyniu Chełmińskim, przy ulicy Podgrodzie 7.
Synagoga została zbudowana pod koniec XIX wieku. Funkcje kultowe pełniła do 1920 roku. W 1945 roku, opuszczony budynek przebudowano na dom mieszkalny.
Murowany z cegły, nieotynkowany budynek synagogi wzniesiono na planie prostokąta. Zachował się wystrój szczytów, z unikatowymi w budownictwie synagogalnym blendami wypełnionymi tzw. ślepym maswerkiem.
Synagoga w 1990 r. została wpisana do rejestru zabytków (nr. rej. A/174).